# Marin Šparada
Marin Šparada (Šibenik, 6. rujna 1996.), hrvatski je vaterpolist. Igra za VK Solaris Šibenik. Visok je 198 cm i težak 102 kg. Njegov brat, Toni Šparada, također je vaterpolist.

## Vanjske poveznice
- VELIKO POJAČANJE Marin Šparada, 22-godišnji vratar reprezentativnog kalibra, vratio se iz 'Mornara' u Crnicu: Nesuđeni košarkaš na braniku 'Solarisa'
- Glavni akter velike tučnjave na Poljudu: 'Nisam lud, pa bio sam okružen s trojicom suparničkih igrača!'
- Žestoka tučnjava na Poljudu: vratar gostiju otišao u napad u posljednjim trenucima susreta i izazvao opću makljažu
- Mornar i Solaris izdali zajedničko priopćenje: 'Šparada nije udario protivničkog igrača, sve je bilo u žaru borbe'  Arhivirana inačica izvorne stranice od 27. listopada 2020. (Wayback Machine)
- Glavni akter vatrene završnice susjedskog derbija na Poljudu ispričao je svoju priču, priznaje da mu je ovo prvi incident u kojem je sudjelovao